# Aglossophanes adoxima
Aglossophanes adoxima är en fjärilsart som beskrevs av Turner 1944. Aglossophanes adoxima ingår i släktet Aglossophanes och familjen mätare. Inga underarter finns listade i Catalogue of Life.